# The Governor General's Horse Guards
The Governor General's Horse Guards, abrégé en GGHG. sont un régiment blindé de la Première réserve de l'Armée canadienne. Il fait partie du 32e Groupe-brigade du Canada au sein de la 4e Division du Canada et est stationné à Toronto en Ontario.
L'unité a été créée en 1889 en tant que The Governor General's Body Guard for Ontario. En 1895, elle a été renommée « The Governor General's Body Guard ». En 1936, elle fusionna avec The Mississauga Horse (en) et adopta alors son nom actuel, « The Governor General's Horse Guards ». En 1941, elle fut renommée « 3rd Armoured Regiment, (The Governor General's Horse Guard) » et, en 1949, « The Governor General's Horse Guards (3rd Armoured Regiment) » avant de ré-adopter son nom actuel en 1958.
En plus de sa propre histoire, The Governor General's Horse Guards perpétuent l'héritage de trois bataillons du Corps expéditionnaire canadien (CEC) de la Première Guerre mondiale, le 4th Battalion, Canadian Mounted Rifles, CEF (en), le 7th Regiment, Canadian Mounted Rifles, CEF et le 216th "Overseas" Battalion, CEF (en).

## Rôle et organisation

Insigne distinctif de la 4e Division du Canada

The Governor General's Horse Guards sont un régiment du Corps blindé royal canadien. Il fait partie du 32e Groupe-brigade du Canada, un groupe-brigade de la Première réserve de l'Armée canadienne qui fait lui-même partie de la 4e Division du Canada. Son quartier général se situe dans le manège militaire LCol George Taylor Denison III (en) à Toronto en Ontario.
Le régiment comprend un escadron de cavalerie qui effectue plusieurs devoirs cérémoniels. Celui-ci a notamment escorté la reine, la reine mère, plusieurs gouverneurs généraux et lieutenants-gouverneurs.

## Équipement

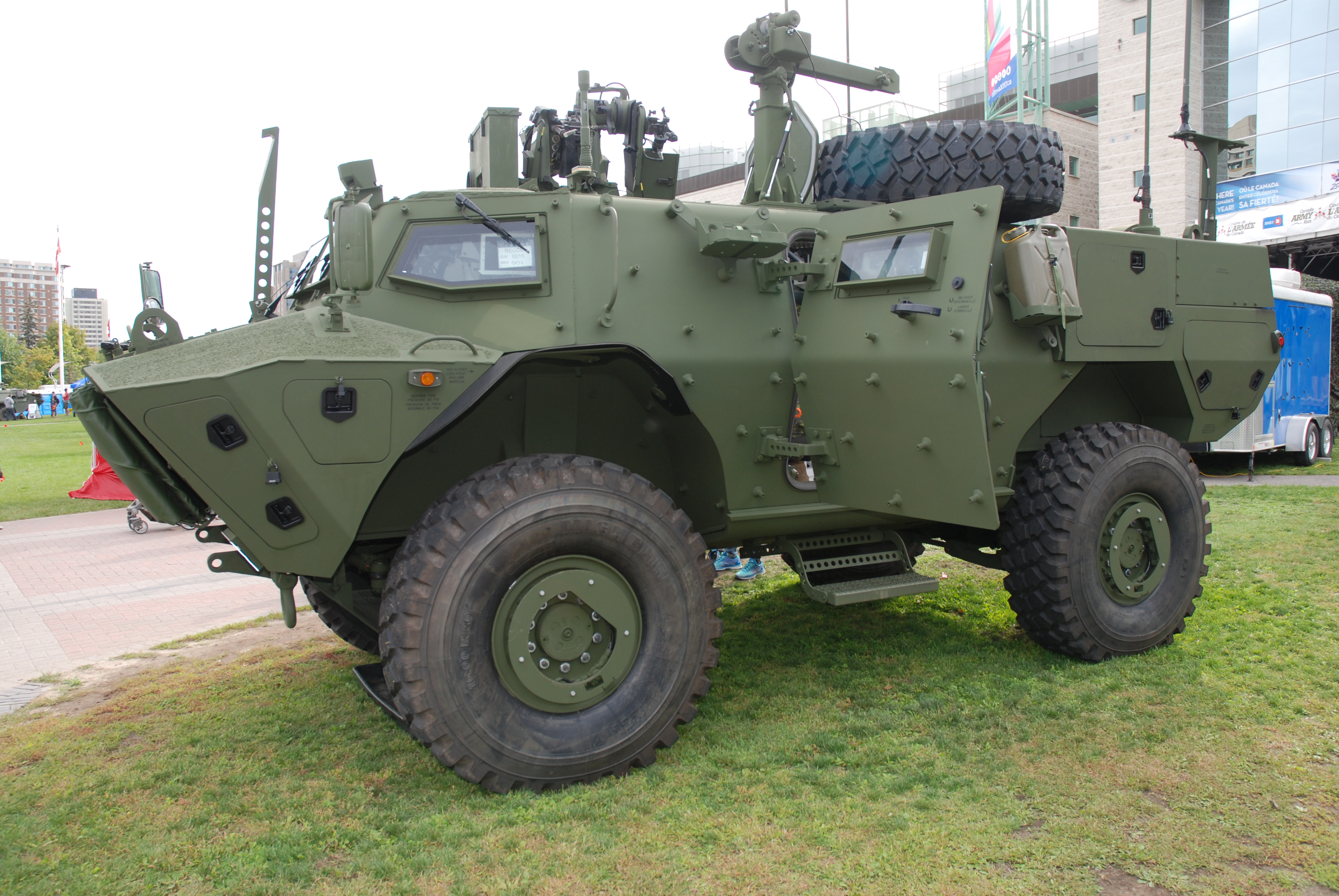
Le (VBTP)

Les véhicules utilisés par le régiment incluent le véhicule utilitaire léger à roues (G Wagon) et le véhicule blindé tactique de patrouille (en) (VBTP).
Les armes utilisées par le régiment incluent le fusil automatique C7A2 de 5,56 mm, la carabine automatique C8A3 et la mitrailleuse semi-lourde C6 de 7,62 mm.

## Histoire

### Origines et rébellion du Nord-Ouest

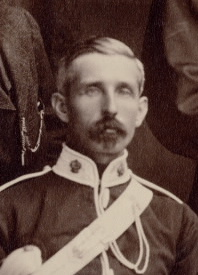
Le lieutenant-colonel George Taylor Denison III qui a mené le régiment contre les raids féniens et la rébellion du Nord-Ouest

L'unité a été créée à Toronto en Ontario le 17 mai 1889 sous le nom de « The Governor General's Body Guard for Ontario ».
Le 10 avril 1885, l'unité a été mobilisée pour le service actif afin de servir au sein de la colonne d'Alberta du corps expéditionnaire du Nord-Ouest dans le cadre de la rébellion du Nord-Ouest. Elle fut retirée du service actif le 24 juillet suivant.
Le 13 juillet 1895, l'unité fut renommée en « The Governor General's Body Guard ».
Des volontaires de l'unité ont servi avec les contingents canadiens qui ont pris part à la seconde guerre des Boers en Afrique du Sud.
Le 15 décembre 1936, le régiment fusionna avec The Mississauga Horse (en) et adopta alors son nom actuel, « The Governor General's Horse Guards »,.

### Seconde Guerre mondiale
Dans la foulée de la Seconde Guerre mondiale, le 26 août 1939, des détachements de l'unité furent mobilisés pour le service actif afin de servir de la protection locale. Ceux-ci furent officiellement dissous le 31 décembre 1940.
Le 24 mai 1940, le régiment mobilisa une unité appelée « 2nd Canadian Motorcycle Regiment, CASF (GGHG) ». Le 9 février 1941, cette unité fut convertie à l'arme blindée et renommée « The Governor General's Horse Guards, CASF ». Le 11 février 1941, l'unité de réserve au Canada adopta le nom de « 2nd (Reserve) Regiment, The Governor General's Horse Guards » et l'unité en service actif fut renommée « 3rd Armoured Regiment (The Governor General's Horse Guards), CASF ». Le 9 octobre suivant, cette dernière s'embarqua pour la Grande-Bretagne. Le 1er janvier 1943, elle fut renommée « 3rd Armoured Reconnaissance Regiment (The Governor General's Horse Guards), CAC, CASF ». Le 19 décembre suivant, elle débarqua en Italie où elle combattit au sein de 5e Brigade blindée de la 5e Division blindée canadienne. Le 20 février 1945, elle de déplaça dans le Nord-Ouest de l'Europe avec le 1er Corps canadien dans le cadre de l'opération Goldflake (en) où elle continua à combattre jusqu'à la fin du conflit. Elle fut officiellement dissoute le 31 janvier 1946.

### Histoire récente

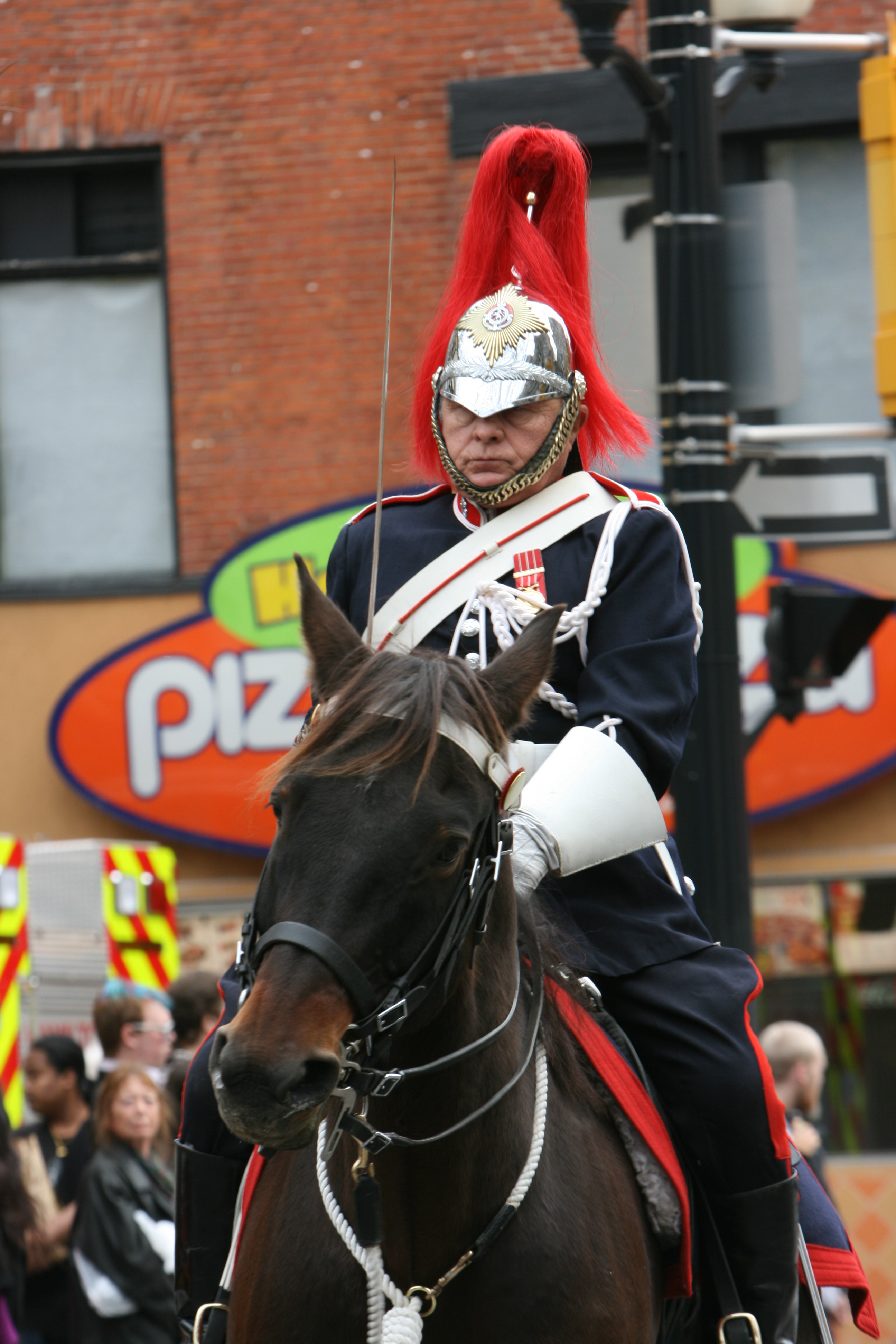
Un cavalier des Governor General's Horse Guards durant une procession funéraire en 2012

En 1948, des membres des Governor General's Horse Guards ont formé un club d'équitation afin de conserver les traditions de la cavalerie du régiment.
Le 4 février 1949, le régiment fut renommé en « The Governor General's Horse Guards (3rd Armoured Regiment) ». Le 19 mai 1958, il ré-adopta son nom actuel, « The Governor General's Horse Guards ».
En 1956, l'escadron de cavalerie du régiment a été réformé par le club d'équitation. Celui-ci a effectué son premier devoir cérémoniel la même année.
Durant la guerre d'Afghanistan de 2001 à 2014, des membres des Governor General's Horse Guards totalisant plus de 20% de l'effectif total du régiment ont servi en Afghanistan.

## Perpétuations

Insigne distinctif du

En plus de sa propre histoire et de celle du Mississauga Horse (en), The Governor General's Horse Guards perpétuent l'héritage de trois bataillons du Corps expéditionnaire canadien (CEC) de la Première Guerre mondiale : le 4th Battalion, Canadian Mounted Rifles, CEF (en), le 7th Regiment, Canadian Mounted Rifles, CEF et le 216th "Overseas" Battalion, CEF (en).

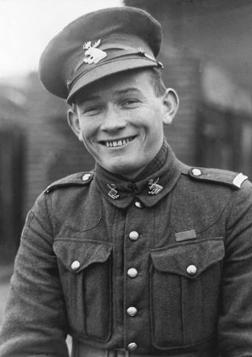
Le sergent Thomas William Holmes, récipiendaire de la croix de Victoria, la plus haute récompense des forces du Commonwealth, alors qu'il servait avec le durant la Première Guerre mondiale

Le 4th Battalion, Canadian Mounted Rifles, CEF a été créé le 7 novembre 1914. Le 18 juillet de l'année suivante, il s'embarqua pour la Grande-Bretagne. Le 24 octobre suivant, il débarqua en France où il combattit au sein de la 2e Brigade canadienne de fusiliers montés. Le 31 décembre 1915, il fut converti en une unité d'infanterie et transféré à la 8e Brigade d'infanterie canadienne de la 3e Division canadienne. Il fut officiellement dissous le 6 novembre 1920.
Le 7th Battalion, Canadian Mounted Rifles, CEF a été créé le 7 novembre 1914. Il fut dissous au Canada afin de fournir des renforts au 2nd Canadian Divisional Cavalry Squadron et deux escadrons formèrent le Canadian Mounted Rifles Depot en Angleterre. Il fut officiellement dissous le 11 avril 1918.
Le 216h "Overseas" Battalion, CEF a été créé le 15 juillet 1916. Le 18 avril 1917, il s'embarqua pour la Grande-Bretagne. Le 15 mai suivant, son personnel fut transféré au 3e Bataillon de réserve du CEC qui servait à fournir des renforts aux troupes canadiennes au front. Il fut officiellement dissous le 1er septembre 1917.

## Honneurs de bataille

Étandard des Governor General's Horse Guards

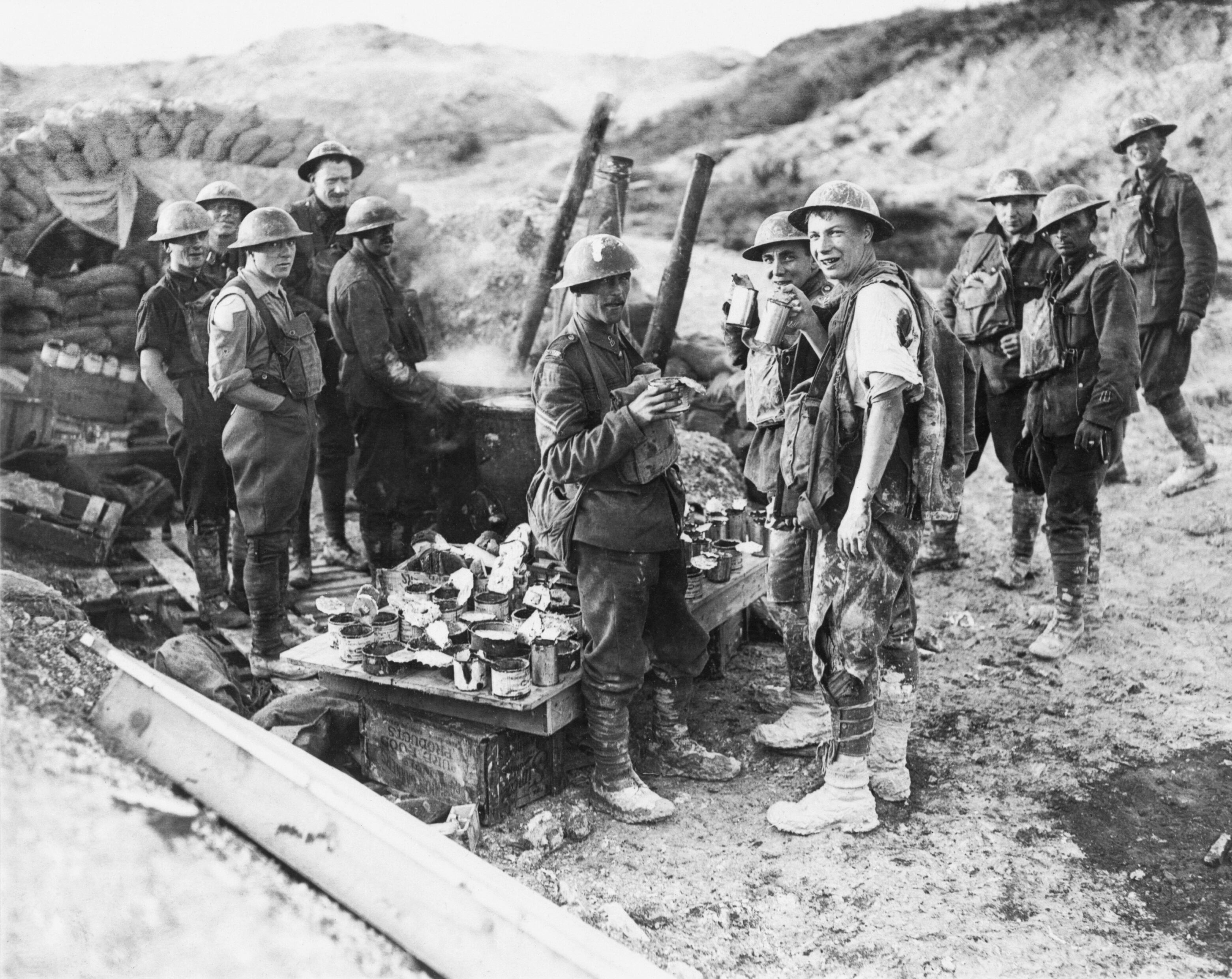
Soldats canadiens lors de la bataille de la côte 70

Les honneurs de bataille sont le droit donné par la Couronne au régiment d'apposer sur ses couleurs les noms des batailles ou des conflits dans lesquels il s'est illustré.
| Rébellion du Nord-Ouest                                                        | Rébellion du Nord-Ouest   |
| ------------------------------------------------------------------------------ | ------------------------- |
| Canada du Nord-Ouest, 1885 (*)                                                 |                           |
| Guerre d'Afrique du Sud                                                        |                           |
| Afrique du Sud, 1900 (*)                                                       |                           |
| Première Guerre mondiale                                                       |                           |
| Mont Sorrel (*)                                                                | Somme, 1916 (*)           |
| Flers-Courcelette (*)                                                          | Crête d'Ancre             |
| Arras, 1917, '18 (*)                                                           | Vimy, 1917 (*)            |
| Côte 70 (*)                                                                    | Ypres, 1917 (*)           |
| Passchendaele (*)                                                              | Amiens (*)                |
| Scarpe, 1918                                                                   | Ligne Hindenburg          |
| Canal du Nord                                                                  | Cambrai, 1918 (*)         |
| Valenciennes                                                                   | Sambre                    |
| France et Flandres, 1915 18                                                    |                           |
| Seconde Guerre mondiale                                                        |                           |
| Vallée du Liri (*)                                                             | Traversée de la Melfa (*) |
| Ligne gothique (*)                                                             | Passage du Lamone (*)     |
| Crête de Misano (*)                                                            | Fosso Munio (*)           |
| Italie, 1944-1945 (*)                                                          | Ijsselmeer (*)            |
| Nord-Ouest de l'Europe, 1945 (*)                                               |                           |
| Guerre d'Afghanistan                                                           |                           |
| Afghanistan                                                                    |                           |
| (*) Indique un honneur de bataille qui est blasonné sur le guidon du régiment. |                           |

## Traditions et patrimoine

Drapeau de camp des Governor General's Horse Guards

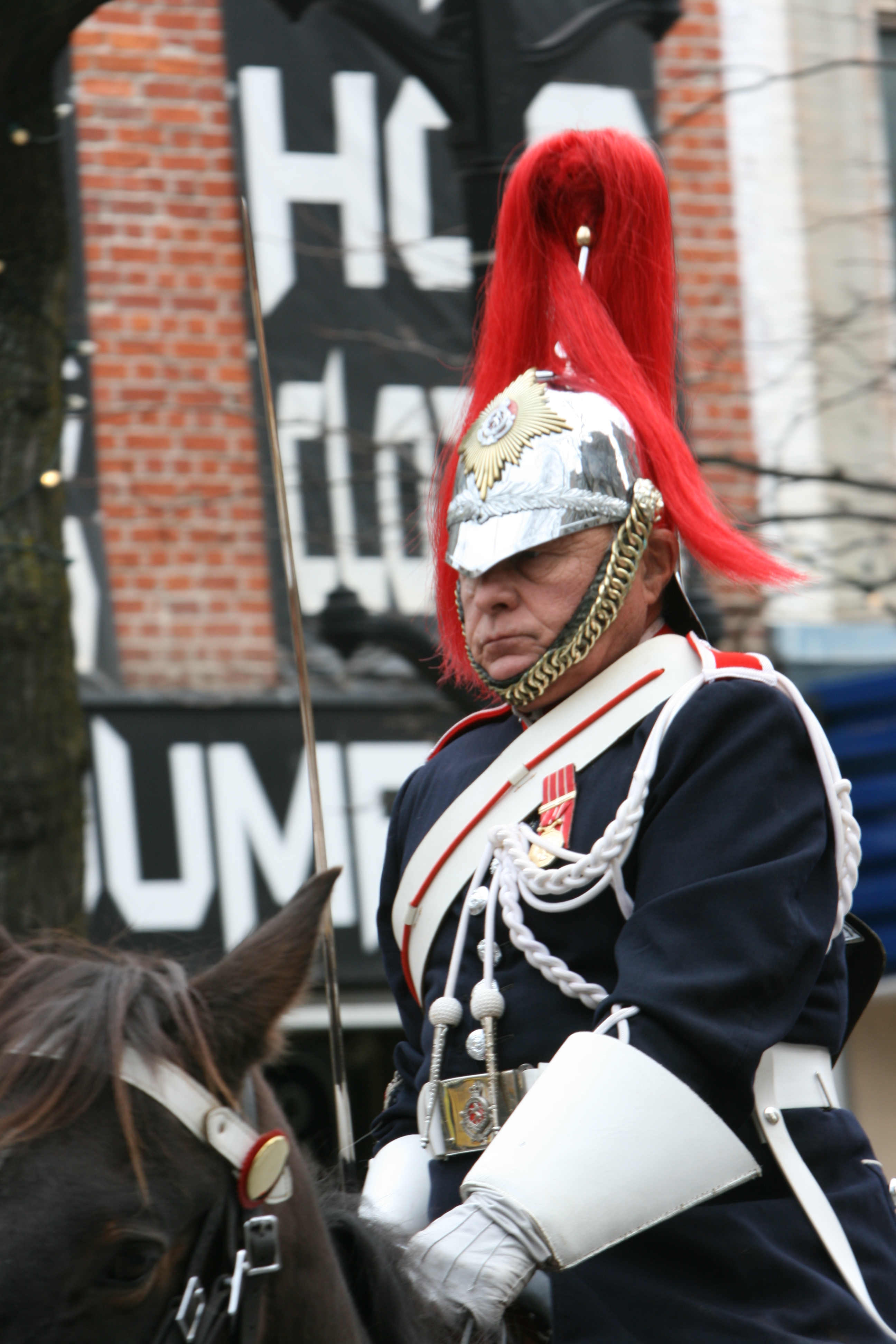
Un cavalier des Governor General's Horse Guards en durant une procession funéraire en 2012

Les traditions et les symboles des Governor General's Horse Guards sont les éléments essentiels à l'identité régimentaire. Le symbole le plus important est l'insigne du régiment qui est composé d'une licorne avec une chaîne entourée de la jarretière portant l'inscription « Honni soit qui mal y pense » sommée de la couronne royal et soutenue d'un listel portant l'inscription Nulli secundus. Nulli secundus est la devise du régiment et signifie « Toujours premier, jamais second » en latin,.
Un autre élément important de l'identité d'un régiment sont les marches régimentaires. Celle des Governor General's Horse Guards est Men of Harlech (en).
Pour les cérémonies, The Governor General's Horse Guards portent un uniforme de grande tenue (en) emprunté aux Blues and Royals de l'Armée britannique qui l'avaient eux-mêmes empruntés aux Royal Horse Guards. Il s'agit d'une tunique bleue, d'une cuirasse de métal et d'un casque avec une plume rouge.